# Zoológico de Chester

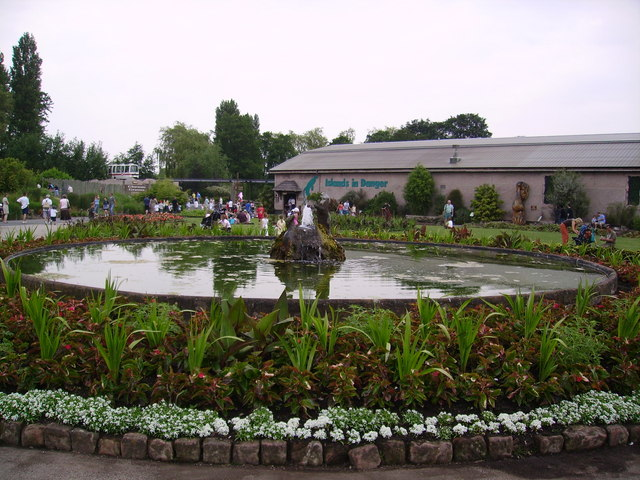

O zoológico de Chester, ou, na sua forma portuguesa, de Céstria, é um jardim zoológico localizado no norte da Inglaterra. O Chester Zoo está aberto todos os dias das 10:00 a.m. às 4:30 p.m.